# Ehrenmal für die Gefallenen des Ersten Weltkrieges (Zella-Mehlis)

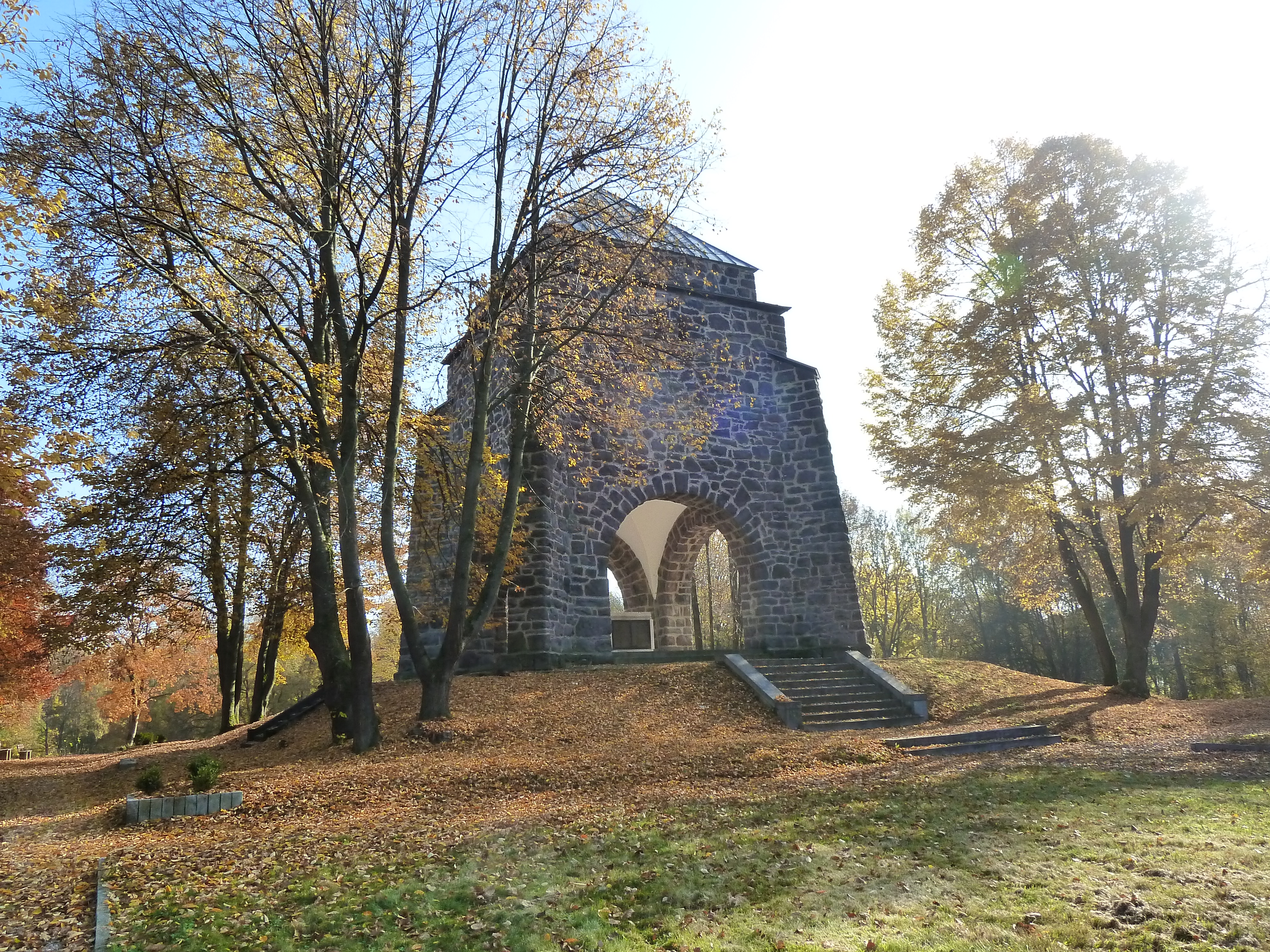
Ehrenmal der Gefallenen des Ersten Weltkrieges

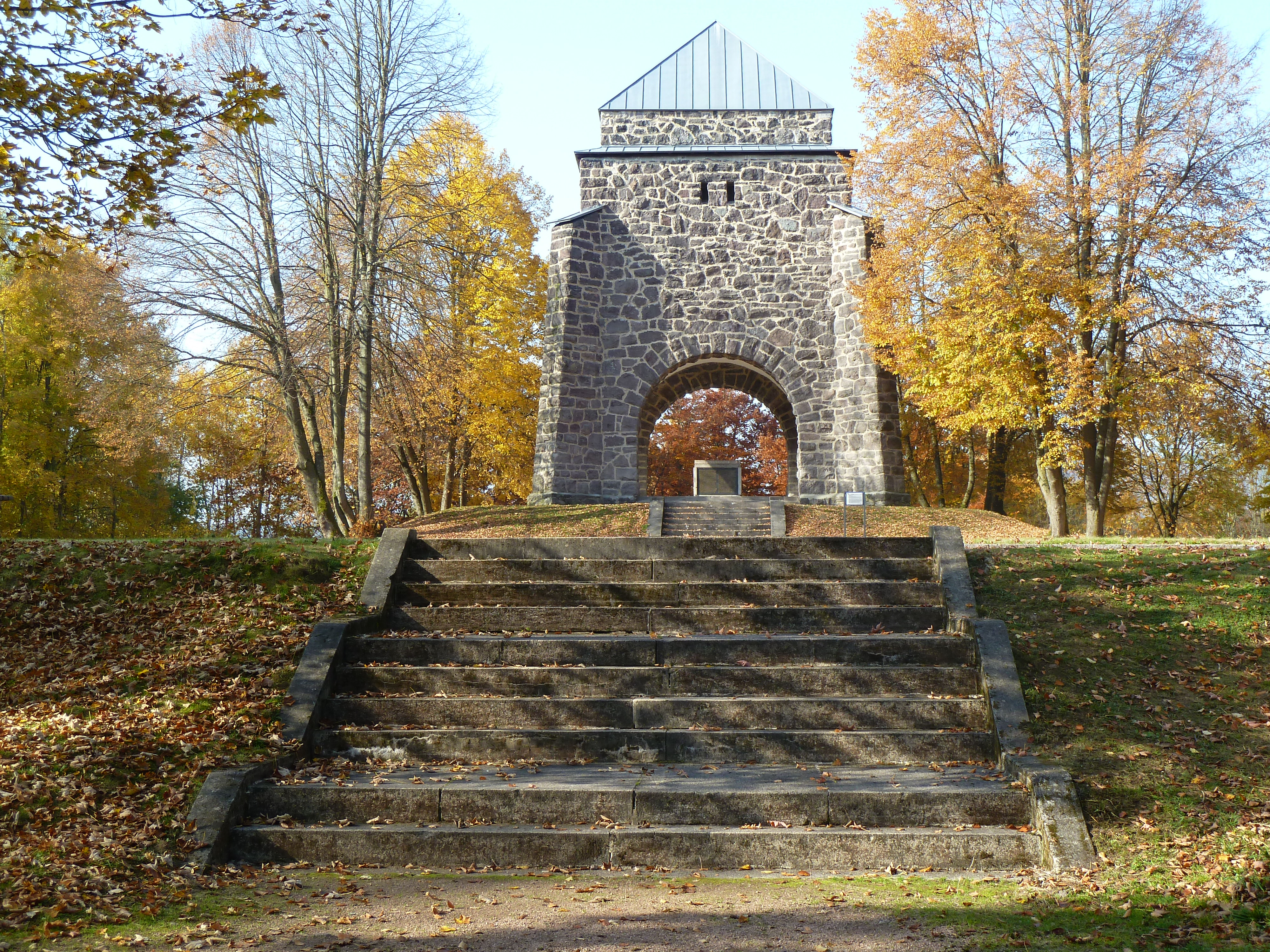
Blick vom Hauptweg des Parkes

Das Kriegerdenkmal für die Gefallenen des Ersten Weltkrieges befindet sich, umgeben von einem kleinen Park, auf dem Lerchenberg in Zella-Mehlis.
In der Mitte des Gebäudes steht ein Steinwürfel, an dem auf allen vier Seiten Metallplatten mit den Namen der Gefallenen der Stadt aufgeführt sind. Darauf befindet sich die Inschrift „Die Toten mahnen“.
Eine Tafel an den Stufen des Mahnmals informiert interessierte Besucher.

## Geschichte
Bereits seit den 1920er-Jahren wurde im Stadtrat über die Erstellung eines Mahnmals der Gefallenen des Ersten Weltkrieges für 315 Männer aus Zella St. Blasii und Mehlis diskutiert, fand allerdings erst Jahre später seine Umsetzung. Das Ehrenmal wurde deshalb erst am 24. November 1935 nach zweijähriger Bauzeit eingeweiht.
Bauherr war die Stadt Zella-Mehlis und der Arnstädter Martin Schwarz der Architekt.